# Château de Lautrec
Le château vicomtal de Lautrec est un château-fort anciennement situé à Lautrec, dans le Tarn (France). 
Aujourd'hui entièrement détruit, il a donné son nom au village et à la vicomté de Lautrec, et a servi de résidence aux vicomtes éponymes.

## Historique

### Origine
Le château de Lautrec est construit au cours du Haut Moyen-Age. Il était situé au sommet de la colline sur laquelle s'étend le village, et où l'on trouve aujourd'hui un moulin à vent. Le village est alors l'une des principales places-fortes de la région, défendu par le château et des remparts.

### Siège de la vicomté de Lautrec
En 940, le puissant vicarius d'Alzonne, Bernard, fait sûrement don de Lautrec et d'un grand territoire entre les rivières Dadou et Agout à Sicard Ier de Lautrec. Celui-ci semble être son fils, et donc le frère d'Aton, fondateur de la maison Trencavel. Sicard fonde dès lors la famille de Lautrec, dont est issue le célèbre peintre Henri de Toulouse-Lautrec, et surtout la vicomté de Lautrec, qui demeurera jusqu'à la Révolution. La vicomté tient ainsi son nom du château, alors le plus puissant de la juridiction, alors qu'il devient son chef-lieu.
Le château de Lautrec devient pour un temps la résidence des vicomtes de Lautrec. Il est cité de multiples fois dans les quatre serments des Lautrec à la fin du Xe siècle ou au XIe siècle, qui ont d'ailleurs pour objet principale la bâtisse et la séparation des droits sur celle-ci.
Après la mort de Frotard III en 1219, Sicard VI et Bertrand Ier se partagent la vicomté, et ont un accord pour cohabiter au château (accord daté de 1224). En 1235, Bertrand récupère la bâtisse, après l'avoir perdue pour sa révolte contre la croisade des albigeois.

### Mentions ultérieures
Il est une nouvelle fois mentionné en novembre 1281, lorsque Bertrand III autorise l'établissement des Frères Mineurs à côté de l'édifice. On le retrouve cent ans plus tard, dans l'enquête royale de 1388, décrit comme le lieu d'habitation des vicomtes et comme une « forteresse, avec double enceinte et divers édifices ».
Après cette dernière mention, le château de Lautrec n'est plus cité, ce qui laisse à penser qu'il ait été abandonné voire détruit, puisque de plus en 1426, le siège de la vicomté a été déplacé. En effet, lors de la visite de l'évêque de Pamiers, Jean de Forto, venu prendre possession de la part de la vicomté revenant à Jean Ier de Foix, la demeure vicomtale se situe désormais sur la place de l'Orme.